# نهر السوم
سوم (بالفرنسية: Somme)‏ هو نهر يقع في منطقة بيكاردي في شمال فرنسا. أتى اسم النهر من كلمة سلتية تعني «الهدوء». سمي إقليم سوم هكذا نسبة إلى هذا النهر.

## التاريخ
تعتبر الأكثر شهرة في هذه المنطقة، معركة السوم ، خلال الحرب العالمية الأولى ، استمرت من يوليو إلى نوفمبر 1916 وأسفرت عن أكثر من مليون ضحية. يتذكر الجندي بولوك في مذكراته في زمن الحرب أول رؤية له في أوائل أبريل عام 1918: ... وصلنا إلى مكان صغير يسمى هنغيست سور سوم . توقف القطار ونزلنا. كان هناك أمامنا تيار موحل وبطيء وضيق إلى حدٍّ ما، أعطى اسمه إلى واحدة من أكثر المعارك فظاعة في التاريخ - السوم.  خضت المعارك العظيمة التي أوقفت أخيرًا التقدم الألماني في هجوم الربيع عام 1918 حول وادي السوم في أماكن مثل فيليرز بريتونو، والتي كانت بداية نهاية الحرب.